# Фримонт (тауншип, Миннесота)
Фримонт (англ. Fremont) — тауншип в округе Уинона, Миннесота, США. На 2000 год его население составило 360 человек.

## География
По данным Бюро переписи населения США площадь тауншипа составляет 93,0 км², из которых 93,0 км² занимает суша, водоёмов нет.

## Демография
По данным переписи населения 2000 года здесь находились 360 человек, 124 домохозяйства и 97 семей.  Плотность населения —  3,9 чел./км².  На территории тауншипа расположено 139 построек со средней плотностью 1,5 построек на один квадратный километр. Расовый состав населения: 98,61 % белых, 0,28 % коренных американцев, 0,28 % азиатов и 0,83 % приходится на две или более других рас.
Из 124 домохозяйств в 41,9 % воспитывались дети до 18 лет, в 71,8 % проживали супружеские пары, в 2,4 % проживали незамужние женщины и в 21,0 % домохозяйств проживали несемейные люди. 18,5 % домохозяйств состояли из одного человека, при том 10,5 % из — одиноких пожилых людей старше 65 лет. Средний размер домохозяйства — 2,90, а семьи — 3,36 человека.
30,8 % населения — младше 18 лет, 6,9 % — в возрасте от 18 до 24 лет, 25,3 % — от 25 до 44, 22,5 % — от 45 до 64, и 14,4 % — старше 65 лет. Средний возраст — 38 лет. На каждые 100 женщин приходилось 108,1 мужчин.  На каждые 100 женщин старше 18 приходилось 109,2 мужчин.
Средний годовой доход домохозяйства составлял 44 583 доллара, а средний годовой доход семьи —  48 281 доллар. Средний доход мужчин —  27 500  долларов, в то время как у женщин — 24 375. Доход на душу населения составил 17 365 долларов. За чертой бедности находились 6,8 % семей и 7,4 % всего населения тауншипа, из которых 7,1 % младше 18 и 20,4 % старше 65 лет.